# Little Sadie
Little Sadie, Roud 780, är en amerikansk folksångsballad. Den finns tidigast dokumenterad 1922. Sången finns i flera versioner med olika titlar, bland annat "Cocaine Blues". Den versionen spelade Johnny Cash på Folsom Prison 13 januari 1968.